# Heckler & Koch AG-C/EGLM
L'AG-C/EGLM est un lance-grenades à un coup de 40 mm qui se fixe à des fusils d'assaut de différents types. Il est fabriqué par Heckler et Koch et est dérivé de l'AG36. EGLM signifie "Enhanced Grenade Launching Module". Une variante autonome existe. Un système de visée séparé est ajouté aux fusils équipés de l'AG-C/EGLM, car les viseurs standard du fusil ne sont pas adaptés au lanceur. L'AG-C/EGLM peut tirer des grenades explosives, fumigènes, éclairantes, de chevrotine, de gaz CS et d'entraînement.

## Utilisateurs
- Pays-Bas - Utilise la variante AG-NL conçue pour les fusils Diemaco C7 et C8 et porte la désignation de 40 mm Granaatwerper Heckler & Koch LV[1].
- Royaume-Uni - AG-C sous la désignation L17A1 (à utiliser avec la carabine C8SFW/L119A1) et AG-SA80 sous la désignation L123A3 (à utiliser avec le fusil SA80/L85)[2].
- Pologne - AG-HK416 sur les HK416 des Forces spéciales polonaises[réf. nécessaire].
- Portugal - Utilisé sur les HK416 de l'armée portugaise[3].
- Norvège - Utilisé sur les HK416 et Diemaco SFW[réf. nécessaire]
- Mexique[4]